# Ergolding

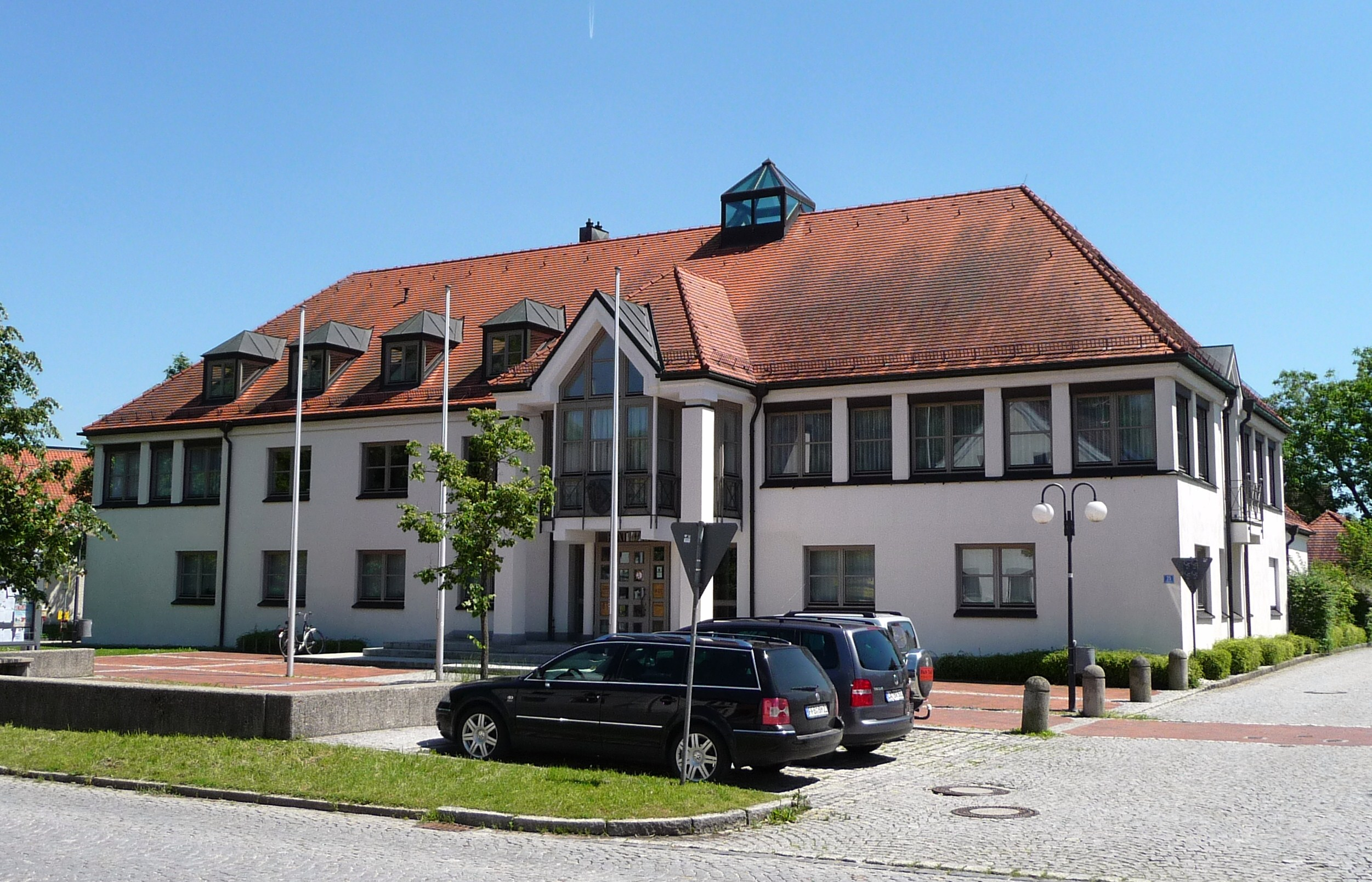
Ergolding

Ergolding este o comună-târg din districtul Landshut, regiunea administrativă Bavaria Inferioară, landul Bavaria, Germania.